# WTA Tour 2009
Il Sony Ericsson Women's Tennis Association (WTA) Tour è una serie di tornei femminili di tennis organizzati dalla WTA. Questa include i tornei del Grande Slam, organizzati in collaborazione con la International Tennis Federation (ITF), i Tornei WTA Premier, i Tornei WTA International, la Fed Cup (organizzata dalla ITF), il Commonwealth Bank Tournament of Champions e il WTA Tour Championships.

## Legenda

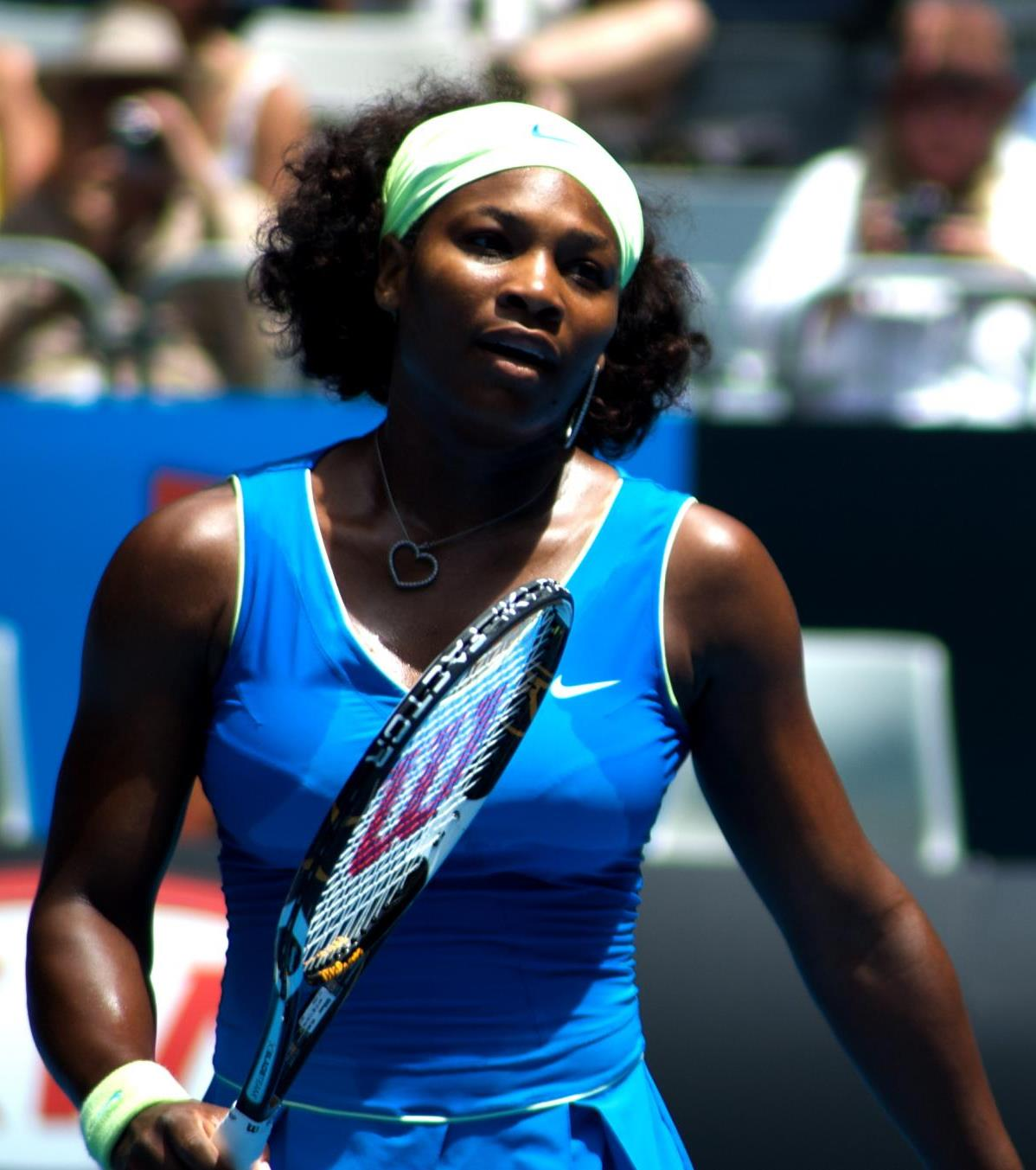
Serena Williams trionfa per la quarta volta agli Australian Open e per la terza a Wimbledon

Svetlana Kuznecova, dopo la sconfitta subita nel 2006, si aggiudica il primo trofeo all'Open di Francia

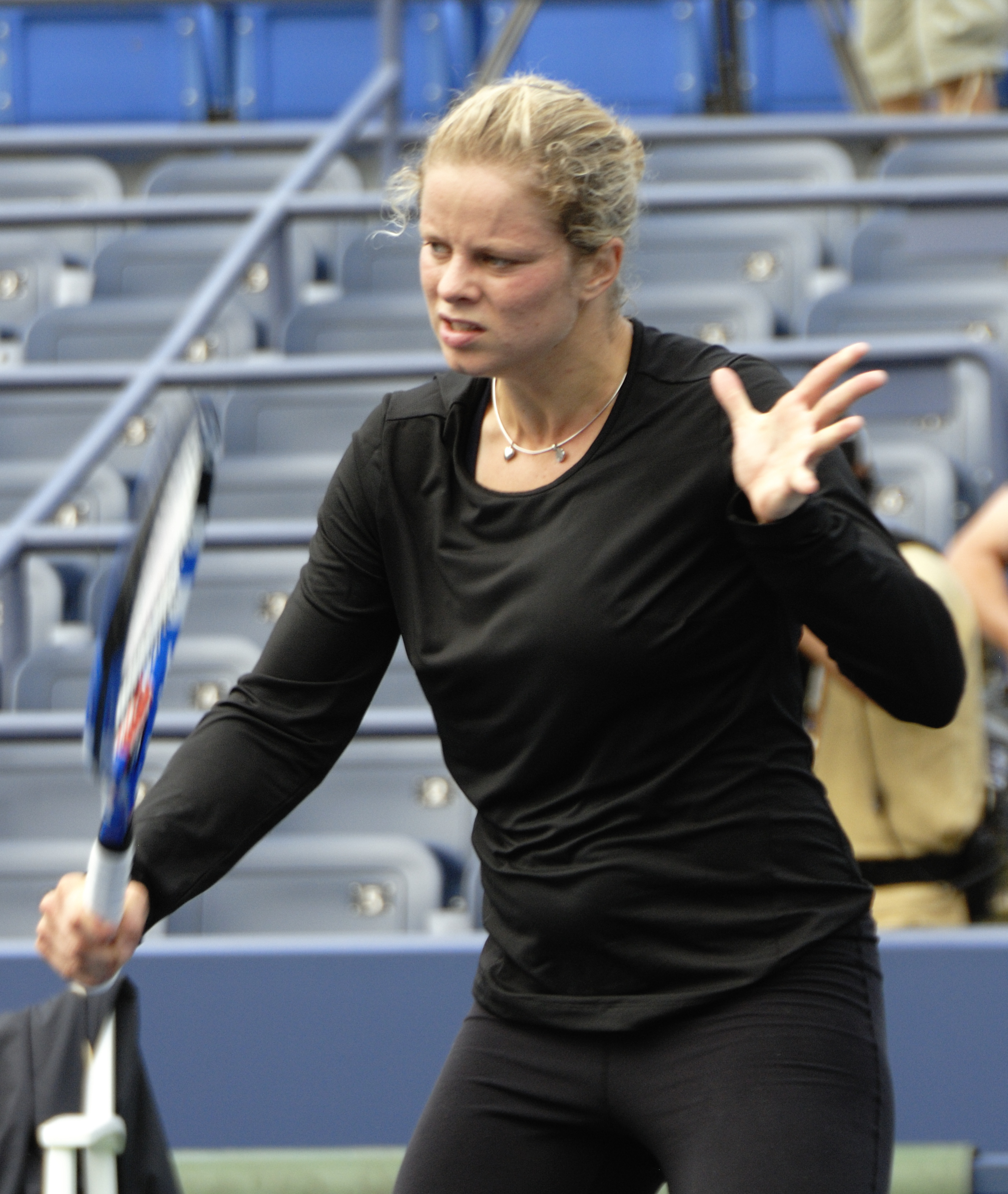
Kim Clijsters vince il secondo titolo agli US Open

| Grande Slam         |
| Torneo di fine anno |
| WTA Premier         |
| WTA International   |
| Torneo a squadre    |

## Gennaio
| Settimana             | Torneo | Campione                                              | Finalista                                       | Semifinalisti                         | Quarti                                                                 |
| --------------------- | --- | ----------------------------------------------------- | ----------------------------------------------- | ------------------------------------- | ---------------------------------------------------------------------- |
| 5 gennaio             | Brisbane International 2009 Brisbane, Australia WTA International 220 000 $ - Cemento - 32S/32Q/16D Singolare - Doppio      | Viktoryja Azaranka 6–3, 6–1                           | Marion Bartoli                                  | Amélie Mauresmo Sara Errani           | Ana Ivanović Tathiana Garbin Ol'ga Govorcova Lucie Šafářová            |
| 5 gennaio             | Brisbane International 2009 Brisbane, Australia WTA International 220 000 $ - Cemento - 32S/32Q/16D Singolare - Doppio      | Anna-Lena Grönefeld / Vania King 3–6, 7–5, [10–5]     | Klaudia Jans-Ignacik / Alicja Rosolska          | Amélie Mauresmo Sara Errani           | Ana Ivanović Tathiana Garbin Ol'ga Govorcova Lucie Šafářová            |
| 5 gennaio             | ASB Classic 2009 Auckland, Nuova Zelanda WTA International 220 000 $ - Cemento - 32S/32Q/16D Singolare - Doppio             | Elena Dement'eva 6–4, 6–1                             | Elena Vesnina                                   | Aravane Rezaï Anne Keothavong         | Shahar Peer Edina Gallovits Ayumi Morita Caroline Wozniacki            |
| 5 gennaio             | ASB Classic 2009 Auckland, Nuova Zelanda WTA International 220 000 $ - Cemento - 32S/32Q/16D Singolare - Doppio             | Nathalie Dechy / Mara Santangelo 4–6, 7–6(3), [12–10] | Nuria Llagostera Vives / Arantxa Parra Santonja | Aravane Rezaï Anne Keothavong         | Shahar Peer Edina Gallovits Ayumi Morita Caroline Wozniacki            |
| 12 gennaio            | Medibank International 2009 Sydney, Australia WTA Premier 600 000 $ - Cemento - 32S/32Q/16D Singolare - Doppio              | Elena Dement'eva 6–3, 2–6, 6–1                        | Dinara Safina                                   | Serena Williams Ai Sugiyama           | Caroline Wozniacki Agnieszka Radwańska Svetlana Kuznecova Alizé Cornet |
| 12 gennaio            | Medibank International 2009 Sydney, Australia WTA Premier 600 000 $ - Cemento - 32S/32Q/16D Singolare - Doppio              | Hsieh Su-wei / Peng Shuai 6–0, 6–1                    | Nathalie Dechy / Casey Dellacqua                | Serena Williams Ai Sugiyama           | Caroline Wozniacki Agnieszka Radwańska Svetlana Kuznecova Alizé Cornet |
| 12 gennaio            | Moorilla Hobart International 2009 Hobart, Australia WTA International 220 000 $ - Cemento - 32S/32Q/16D Singolare - Doppio | Petra Kvitová 7–5, 6–1                                | Iveta Benešová                                  | Magdaléna Rybáriková Virginie Razzano | Melinda Czink Gisela Dulko Anastasija Pavljučenkova Cvetana Pironkova  |
| 12 gennaio            | Moorilla Hobart International 2009 Hobart, Australia WTA International 220 000 $ - Cemento - 32S/32Q/16D Singolare - Doppio | Gisela Dulko / Flavia Pennetta 6–2, 7–6(4)            | Al'ona Bondarenko / Kateryna Bondarenko         | Magdaléna Rybáriková Virginie Razzano | Melinda Czink Gisela Dulko Anastasija Pavljučenkova Cvetana Pironkova  |
| 19 gennaio 26 gennaio | Australian Open 2009 Melbourne, Australia Grande Slam A$ - Cemento - 128S/96Q/64D/32X Singolare - Doppio - Doppio misto     | Serena Williams 6–0, 6–3                              | Dinara Safina                                   | Vera Zvonarëva Elena Dement'eva       | Marion Bartoli Jelena Dokić Carla Suárez Navarro Svetlana Kuznecova    |
| 19 gennaio 26 gennaio | Australian Open 2009 Melbourne, Australia Grande Slam A$ - Cemento - 128S/96Q/64D/32X Singolare - Doppio - Doppio misto     | Serena Williams / Venus Williams 6–3, 6–3             | Daniela Hantuchová / Ai Sugiyama                | Vera Zvonarëva Elena Dement'eva       | Marion Bartoli Jelena Dokić Carla Suárez Navarro Svetlana Kuznecova    |
| 19 gennaio 26 gennaio | Australian Open 2009 Melbourne, Australia Grande Slam A$ - Cemento - 128S/96Q/64D/32X Singolare - Doppio - Doppio misto     | Sania Mirza / Mahesh Bhupathi 6–3, 6–1                | Nathalie Dechy / Andy Ram                       | Vera Zvonarëva Elena Dement'eva       | Marion Bartoli Jelena Dokić Carla Suárez Navarro Svetlana Kuznecova    |

## Febbraio
| Settimana   | Torneo | Campione                                                              | Finalista                                       | Semifinalisti                             | Quarti                                                                |
| ----------- | --- | --------------------------------------------------------------------- | ----------------------------------------------- | ----------------------------------------- | --------------------------------------------------------------------- |
| 2 febbraio  | Fed Cup 2009 Mosca, Russia, Cemento (i) Orléans, Francia, Cemento (i) Surprise (Arizona), Stati Uniti, Cemento Brno, Repubblica Ceca, Sintetico (i)                 | Vincenti 1º turno Russia 5–0 Italia 5–0 Stati Uniti 3–2 Rep. Ceca 4–1 | Perdenti 1º turno Cina Francia Argentina Spagna |                                           |                                                                       |
| 9 febbraio  | Open GDF Suez 2009 Parigi, Francia WTA Premier 700 000 $ - Cemento (i) - 32S/32Q/16D Singolare - Doppio                                                             | Amélie Mauresmo 7–6(7), 2–6, 6–4                                      | Elena Dement'eva                                | Serena Williams Jelena Janković           | Émilie Loit Nathalie Dechy Agnieszka Radwańska Alizé Cornet           |
| 9 febbraio  | Open GDF Suez 2009 Parigi, Francia WTA Premier 700 000 $ - Cemento (i) - 32S/32Q/16D Singolare - Doppio                                                             | Cara Black / Liezel Huber 6–4, 3–6, [10–4]                            | Květa Peschke / Lisa Raymond                    | Serena Williams Jelena Janković           | Émilie Loit Nathalie Dechy Agnieszka Radwańska Alizé Cornet           |
| 9 febbraio  | PTT Pattaya Open 2009 Pattaya, Thailandia WTA International 220 000 $ - Cemento - 32S/32Q/16D Singolare - Doppio                                                    | Vera Zvonarëva 7–5, 6–1                                               | Sania Mirza                                     | Shahar Peer Magdaléna Rybáriková          | Peng Shuai Vera Duševina Tamarine Tanasugarn Caroline Wozniacki       |
| 9 febbraio  | PTT Pattaya Open 2009 Pattaya, Thailandia WTA International 220 000 $ - Cemento - 32S/32Q/16D Singolare - Doppio                                                    | Jaroslava Švedova / Tamarine Tanasugarn 6–3, 6–2                      | Julija Bejhel'zymer / Vitalija D'jačenko        | Shahar Peer Magdaléna Rybáriková          | Peng Shuai Vera Duševina Tamarine Tanasugarn Caroline Wozniacki       |
| 16 febbraio | Dubai Tennis Championships 2009 Dubai Emirati Arabi Uniti WTA Premier 5 2 000 000 $ - Cemento - 56S/32Q/28D Singolare - Doppio                                      | Venus Williams 6–4, 6–2                                               | Virginie Razzano                                | Serena Williams Kaia Kanepi               | Ana Ivanović Elena Dement'eva Elena Vesnina Vera Zvonarëva            |
| 16 febbraio | Dubai Tennis Championships 2009 Dubai Emirati Arabi Uniti WTA Premier 5 2 000 000 $ - Cemento - 56S/32Q/28D Singolare - Doppio                                      | Cara Black / Liezel Huber 6–3, 6–3                                    | Marija Kirilenko / Agnieszka Radwańska          | Serena Williams Kaia Kanepi               | Ana Ivanović Elena Dement'eva Elena Vesnina Vera Zvonarëva            |
| 16 febbraio | Regions Morgan Keegan Championships and the Cellular South Cup 2009 Memphis, Stati Uniti WTA International 220 000 $ - Cemento (i) - 32S/32Q/16D Singolare - Doppio | Viktoryja Azaranka 6–1, 6–3                                           | Caroline Wozniacki                              | Anne Keothavong Sabine Lisicki            | Michaëlla Krajicek Marina Eraković Lucie Šafářová Pauline Parmentier  |
| 16 febbraio | Regions Morgan Keegan Championships and the Cellular South Cup 2009 Memphis, Stati Uniti WTA International 220 000 $ - Cemento (i) - 32S/32Q/16D Singolare - Doppio | Viktoryja Azaranka / Caroline Wozniacki 6–1, 7–6(2)                   | Juliana Fedak / Michaëlla Krajicek              | Anne Keothavong Sabine Lisicki            | Michaëlla Krajicek Marina Eraković Lucie Šafářová Pauline Parmentier  |
| 16 febbraio | Copa Sony Ericsson Colsanitas 2009 Bogotà, Colombia WTA International 220 000 $ - Terra rossa - 32S/32Q/16D Singolare - Doppio                                      | María José Martínez Sánchez 6–3, 6–2                                  | Gisela Dulko                                    | Edina Gallovits Patricia Mayr             | Maša Zec Peškirič Mathilde Johansson Ioana Raluca Olaru Betina Jozami |
| 16 febbraio | Copa Sony Ericsson Colsanitas 2009 Bogotà, Colombia WTA International 220 000 $ - Terra rossa - 32S/32Q/16D Singolare - Doppio                                      | Nuria Llagostera Vives / María José Martínez Sánchez 7–5, 3–6, [10–7] | Gisela Dulko / Flavia Pennetta                  | Edina Gallovits Patricia Mayr             | Maša Zec Peškirič Mathilde Johansson Ioana Raluca Olaru Betina Jozami |
| Febbraio 23 | Abierto Mexicano de Tenis 2009 Acapulco, Messico WTA International 220 000 $ - Clay (Red) - 32S/32Q/16D Singolare - Doppio                                          | Venus Williams 6–1, 6–2                                               | Flavia Pennetta                                 | Barbora Záhlavová-Strýcová Iveta Benešová | Ágnes Szávay Maret Ani Mathilde Johansson Petra Cetkovská             |
| Febbraio 23 | Abierto Mexicano de Tenis 2009 Acapulco, Messico WTA International 220 000 $ - Clay (Red) - 32S/32Q/16D Singolare - Doppio                                          | Nuria Llagostera Vives / María José Martínez Sánchez 6–4, 6–2         | Lourdes Domínguez Lino / Arantxa Parra Santonja | Barbora Záhlavová-Strýcová Iveta Benešová | Ágnes Szávay Maret Ani Mathilde Johansson Petra Cetkovská             |

## Marzo
| Settimana         | Torneo | Campione                                              | Finalista                                   | Semifinalisti                               | Quarti                                                              |
| ----------------- | --- | ----------------------------------------------------- | ------------------------------------------- | ------------------------------------------- | ------------------------------------------------------------------- |
| 2 marzo           | Monterrey Open 2009 Monterrey, Messico WTA International 220 000 $ - Cemento - 32S/32Q/16D Singolare - Doppio                 | Marion Bartoli 6–4, 6–3                               | Li Na                                       | Iveta Benešová Zheng Jie                    | Lucie Šafářová Barbora Záhlavová-Strýcová Gisela Dulko Vania King   |
| 2 marzo           | Monterrey Open 2009 Monterrey, Messico WTA International 220 000 $ - Cemento - 32S/32Q/16D Singolare - Doppio                 | Nathalie Dechy / Mara Santangelo 6–3, 6–4             | Iveta Benešová / Barbora Záhlavová-Strýcová | Iveta Benešová Zheng Jie                    | Lucie Šafářová Barbora Záhlavová-Strýcová Gisela Dulko Vania King   |
| 9 marzo 16 marzo  | Indian Wells Open 2009 Indian Wells, Stati Uniti WTA Premier Mandatory 4 500 000 $ - Cemento - 96S/48Q/32D Singolare - Doppio | Vera Zvonarëva 7–6(5), 6–2                            | Ana Ivanović                                | Viktoryja Azaranka Anastasija Pavljučenkova | Dinara Safina Caroline Wozniacki Sybille Bammer Agnieszka Radwańska |
| 9 marzo 16 marzo  | Indian Wells Open 2009 Indian Wells, Stati Uniti WTA Premier Mandatory 4 500 000 $ - Cemento - 96S/48Q/32D Singolare - Doppio | Viktoryja Azaranka / Vera Zvonarëva 6–4, 3–6, [10–5]  | Gisela Dulko / Shahar Peer                  | Viktoryja Azaranka Anastasija Pavljučenkova | Dinara Safina Caroline Wozniacki Sybille Bammer Agnieszka Radwańska |
| 23 marzo 30 marzo | Sony Ericsson Open 2009 Miami, Stati Uniti WTA Premier Ma ndatory4 500 000 $ - Cemento - 96S/48Q/32D Singolare - Doppio       | Viktoryja Azaranka 6–3, 6–1                           | Serena Williams                             | Venus Williams Svetlana Kuznecova           | Li Na Iveta Benešová Caroline Wozniacki Samantha Stosur             |
| 23 marzo 30 marzo | Sony Ericsson Open 2009 Miami, Stati Uniti WTA Premier Ma ndatory4 500 000 $ - Cemento - 96S/48Q/32D Singolare - Doppio       | Svetlana Kuznecova / Amélie Mauresmo 4–6, 6–3, [10–3] | Květa Peschke / Lisa Raymond                | Venus Williams Svetlana Kuznecova           | Li Na Iveta Benešová Caroline Wozniacki Samantha Stosur             |

## Aprile
| Settimana | Torneo | Campione                                                              | Finalista                                        | Semifinalisti                            | Quarti                                                                       |
| --------- | --- | --------------------------------------------------------------------- | ------------------------------------------------ | ---------------------------------------- | ---------------------------------------------------------------------------- |
| 6 aprile  | MPS Group Championships 2009 Ponte Vedra Beach, Stati Uniti WTA International 220 000 $ - Terra verde - 32S/32Q/16D Singolare - Doppio | Caroline Wozniacki 6–1, 6–2                                           | Aleksandra Wozniak                               | Nadia Petrova Elena Vesnina              | Al'ona Bondarenko Tamira Paszek Dominika Cibulková Daniela Hantuchová        |
| 6 aprile  | MPS Group Championships 2009 Ponte Vedra Beach, Stati Uniti WTA International 220 000 $ - Terra verde - 32S/32Q/16D Singolare - Doppio | Chuang Chia-jung / Sania Mirza 6–3, 4–6, [10–7]                       | Květa Peschke / Lisa Raymond                     | Nadia Petrova Elena Vesnina              | Al'ona Bondarenko Tamira Paszek Dominika Cibulková Daniela Hantuchová        |
| 6 aprile  | Andalucia Tennis Experience 2009 Marbella, Spagna WTA International 500 000 $ - Terra rossa - 32S/32Q/16D Singolare - Doppio           | Jelena Janković 6–3, 3–6, 6–3                                         | Carla Suárez Navarro                             | Sorana Cîrstea Anabel Medina Garrigues   | Klára Zakopalová Kaia Kanepi Sara Errani Roberta Vinci                       |
| 6 aprile  | Andalucia Tennis Experience 2009 Marbella, Spagna WTA International 500 000 $ - Terra rossa - 32S/32Q/16D Singolare - Doppio           | Klaudia Jans-Ignacik / Alicja Rosolska 6–3, 6–3                       | Anabel Medina Garrigues / Virginia Ruano Pascual | Sorana Cîrstea Anabel Medina Garrigues   | Klára Zakopalová Kaia Kanepi Sara Errani Roberta Vinci                       |
| 13 aprile | Family Circle Cup 2009 Charleston, Stati Uniti WTA Premier 1 000 000 $ - Terra verde - 56S/32Q/16D Singolare - Doppio                  | Sabine Lisicki 6–2, 6–4                                               | Caroline Wozniacki                               | Elena Dement'eva Marion Bartoli          | Dominika Cibulková Virginie Razzano Melinda Czink Elena Vesnina              |
| 13 aprile | Family Circle Cup 2009 Charleston, Stati Uniti WTA Premier 1 000 000 $ - Terra verde - 56S/32Q/16D Singolare - Doppio                  | Bethanie Mattek-Sands / Nadia Petrova 6(5)–7, 6–2, [11–9]             | Līga Dekmeijere / Patty Schnyder                 | Elena Dement'eva Marion Bartoli          | Dominika Cibulková Virginie Razzano Melinda Czink Elena Vesnina              |
| 13 aprile | Barcelona Ladies Open 2009 Barcellona, Spagna WTA International 220 000 $ - Terra rossa - 32S/32Q/16D Singolare - Doppio               | Roberta Vinci 6–0, 6–4                                                | Marija Kirilenko                                 | Carla Suárez Navarro Francesca Schiavone | Tatjana Maria María José Martínez Sánchez Lucie Šafářová Nastas'sja Jakimava |
| 13 aprile | Barcelona Ladies Open 2009 Barcellona, Spagna WTA International 220 000 $ - Terra rossa - 32S/32Q/16D Singolare - Doppio               | Nuria Llagostera Vives / María José Martínez Sánchez 3–6, 6–2, [10–8] | Sorana Cîrstea / Andreja Klepač                  | Carla Suárez Navarro Francesca Schiavone | Tatjana Maria María José Martínez Sánchez Lucie Šafářová Nastas'sja Jakimava |
| 20 aprile | Fed Cup 2009 | Vincitori semifinali Italia 4–1 Stati Uniti 3–2                       | Perdenti semifinali Russia Rep. Ceca             |                                          |                                                                              |
| 27 aprile | Porsche Tennis Grand Prix 2009 Stoccarda, Germania WTA Premier 700 000 $ - Terra rossa (i) - 32S/32Q/16D Singolare - Doppio            | Svetlana Kuznecova 6–4, 6–3                                           | Dinara Safina                                    | Flavia Pennetta Elena Dement'eva         | Agnieszka Radwańska Jelena Janković Gisela Dulko Marion Bartoli              |
| 27 aprile | Porsche Tennis Grand Prix 2009 Stoccarda, Germania WTA Premier 700 000 $ - Terra rossa (i) - 32S/32Q/16D Singolare - Doppio            | Bethanie Mattek-Sands / Nadia Petrova 5–7, 6–3, [10–7]                | Gisela Dulko / Flavia Pennetta                   | Flavia Pennetta Elena Dement'eva         | Agnieszka Radwańska Jelena Janković Gisela Dulko Marion Bartoli              |
| 27 aprile | Grand Prix SAR La Princesse Lalla Meryem 2009 Fès, Marocco WTA International 220 000 $ - Terra rossa - 32S/32Q/16D Singolare - Doppio  | Anabel Medina Garrigues 6–0, 6–1                                      | Ekaterina Makarova                               | Melinda Czink Alisa Klejbanova           | Lourdes Domínguez Lino Lucie Hradecká Marta Domachowska Polona Hercog        |
| 27 aprile | Grand Prix SAR La Princesse Lalla Meryem 2009 Fès, Marocco WTA International 220 000 $ - Terra rossa - 32S/32Q/16D Singolare - Doppio  | Alisa Klejbanova / Ekaterina Makarova 6–3, 2–6, [10–8]                | Sorana Cîrstea / Marija Kirilenko                | Melinda Czink Alisa Klejbanova           | Lourdes Domínguez Lino Lucie Hradecká Marta Domachowska Polona Hercog        |

## Maggio
| Settimana          | Torneo | Campione                                                  | Finalista                                  | Semifinalisti                      | Quarti                                                                      |
| ------------------ | --- | --------------------------------------------------------- | ------------------------------------------ | ---------------------------------- | --------------------------------------------------------------------------- |
| 4 maggio           | Internazionali d'Italia 2009 Roma, Italia WTA Premier 5 2 000 000 $ - Terra rossa - 56S/32Q/28D Singolare - Doppio               | Dinara Safina 6–3, 6–2                                    | Svetlana Kuznecova                         | Venus Williams Viktoryja Azaranka  | María José Martínez Sánchez Agnieszka Radwańska Jelena Janković Kaia Kanepi |
| 4 maggio           | Internazionali d'Italia 2009 Roma, Italia WTA Premier 5 2 000 000 $ - Terra rossa - 56S/32Q/28D Singolare - Doppio               | Hsieh Su-wei / Peng Shuai 7–5, 7–6(5)                     | Daniela Hantuchová / Ai Sugiyama           | Venus Williams Viktoryja Azaranka  | María José Martínez Sánchez Agnieszka Radwańska Jelena Janković Kaia Kanepi |
| 4 maggio           | Estoril Open 2009 Oeiras, Portogallo WTA International 220 000 $ - Terra rossa - 32S/32Q/16D Singolare - Doppio                  | Yanina Wickmayer 7–5, 6–2                                 | Ekaterina Makarova                         | Shahar Peer Anna-Lena Grönefeld    | Jarmila Groth Sorana Cîrstea Sabine Lisicki Marija Kirilenko                |
| 4 maggio           | Estoril Open 2009 Oeiras, Portogallo WTA International 220 000 $ - Terra rossa - 32S/32Q/16D Singolare - Doppio                  | Raquel Kops-Jones / Abigail Spears 2–6, 6–3, [10–5]       | Sharon Fichman / Katalin Marosi            | Shahar Peer Anna-Lena Grönefeld    | Jarmila Groth Sorana Cîrstea Sabine Lisicki Marija Kirilenko                |
| 11 maggio          | Madrid Open 2009 Madrid, Spagna WTA Premier Mandatory 4 500 000 $ - Terra rossa - 60S/32Q/28D Singolare - Doppio                 | Dinara Safina 6–2, 6–4                                    | Caroline Wozniacki                         | Patty Schnyder Amélie Mauresmo     | Al'ona Bondarenko Jelena Janković Ágnes Szávay Vera Duševina                |
| 11 maggio          | Madrid Open 2009 Madrid, Spagna WTA Premier Mandatory 4 500 000 $ - Terra rossa - 60S/32Q/28D Singolare - Doppio                 | Cara Black / Liezel Huber 4–6, 6–3, [10–6]                | Květa Peschke / Lisa Raymond               | Patty Schnyder Amélie Mauresmo     | Al'ona Bondarenko Jelena Janković Ágnes Szávay Vera Duševina                |
| 18 maggio          | Warsaw Open 2009 Varsavia, Polonia WTA Premier 600 000 $ - Terra rossa - 32S/32Q/16D Singolare - Doppio                          | Alexandra Dulgheru 7–6(3), 3–6, 6–0                       | Al'ona Bondarenko                          | Anne Keothavong Daniela Hantuchová | Marija Šarapova Ioana Raluca Olaru Galina Voskoboeva Klára Zakopalová       |
| 18 maggio          | Warsaw Open 2009 Varsavia, Polonia WTA Premier 600 000 $ - Terra rossa - 32S/32Q/16D Singolare - Doppio                          | Raquel Kops-Jones / Bethanie Mattek-Sands 6-1, 6–1        | Yan Zi / Zheng Jie                         | Anne Keothavong Daniela Hantuchová | Marija Šarapova Ioana Raluca Olaru Galina Voskoboeva Klára Zakopalová       |
| 18 maggio          | Internationaux de Strasbourg 2009 Strasburgo, Francia WTA International 220 000 $ - Terra rossa - 32S/32Q/16D Singolare - Doppio | Aravane Rezaï 7–6(2), 6–1                                 | Lucie Hradecká                             | Ayumi Morita Viktorija Kutuzova    | Kristina Barrois Peng Shuai Stéphanie Cohen-Aloro Monica Niculescu          |
| 18 maggio          | Internationaux de Strasbourg 2009 Strasburgo, Francia WTA International 220 000 $ - Terra rossa - 32S/32Q/16D Singolare - Doppio | Nathalie Dechy / Mara Santangelo 6–0, 6–1                 | Claire Feuerstein / Stéphanie Foretz Gacon | Ayumi Morita Viktorija Kutuzova    | Kristina Barrois Peng Shuai Stéphanie Cohen-Aloro Monica Niculescu          |
| 24 maggio 7 giugno | Open di Francia 2009 Parigi, Francia Grand Slam € - Terra rossa - 128S/128Q/64D/32X Singolare - Doppio - Misto                   | Svetlana Kuznecova 6–4, 6–2                               | Dinara Safina                              | Dominika Cibulková Samantha Stosur | Viktoryja Azaranka Marija Šarapova Sorana Cîrstea Serena Williams           |
| 24 maggio 7 giugno | Open di Francia 2009 Parigi, Francia Grand Slam € - Terra rossa - 128S/128Q/64D/32X Singolare - Doppio - Misto                   | Anabel Medina Garrigues / Virginia Ruano Pascual 6–1, 6–1 | Viktoryja Azaranka / Elena Vesnina         | Dominika Cibulková Samantha Stosur | Viktoryja Azaranka Marija Šarapova Sorana Cîrstea Serena Williams           |
| 24 maggio 7 giugno | Open di Francia 2009 Parigi, Francia Grand Slam € - Terra rossa - 128S/128Q/64D/32X Singolare - Doppio - Misto                   | Bob Bryan / Liezel Huber 5–7, 7–6(5), 10–7                | Marcelo Melo / Vania King                  | Dominika Cibulková Samantha Stosur | Viktoryja Azaranka Marija Šarapova Sorana Cîrstea Serena Williams           |

## Giugno
| Settimana          | Torneo | Campione                                        | Finalista                             | Semifinalisti                     | Quarti                                                                       |
| ------------------ | --- | ----------------------------------------------- | ------------------------------------- | --------------------------------- | ---------------------------------------------------------------------------- |
| 8 giugno           | AEGON Classic 2009 Birmingham, Gran Bretagna WTA International 220 000 $ - Erba - 56S/32Q/16D Singolare - Doppio   | Magdaléna Rybáriková 6–0, 7–6(2)                | Li Na                                 | Sania Mirza Marija Šarapova       | Urszula Radwańska Melinda Czink Stefanie Vögele Yanina Wickmayer             |
| 8 giugno           | AEGON Classic 2009 Birmingham, Gran Bretagna WTA International 220 000 $ - Erba - 56S/32Q/16D Singolare - Doppio   | Cara Black / Liezel Huber 6–1, 6–4              | Raquel Kops-Jones / Abigail Spears    | Sania Mirza Marija Šarapova       | Urszula Radwańska Melinda Czink Stefanie Vögele Yanina Wickmayer             |
| 15 giugno          | AEGON International 2009 Eastbourne, Gran Bretagna WTA Premier 600 000 $ - Erba - 32S/32Q/16D Singolare - Doppio   | Caroline Wozniacki 7–6(5), 7–5                  | Virginie Razzano                      | Marion Bartoli Aleksandra Wozniak | Agnieszka Radwańska Anabel Medina Garrigues Ekaterina Makarova Vera Duševina |
| 15 giugno          | AEGON International 2009 Eastbourne, Gran Bretagna WTA Premier 600 000 $ - Erba - 32S/32Q/16D Singolare - Doppio   | Akgul Amanmuradova / Ai Sugiyama 6–4,6–3        | Samantha Stosur / Rennae Stubbs       | Marion Bartoli Aleksandra Wozniak | Agnieszka Radwańska Anabel Medina Garrigues Ekaterina Makarova Vera Duševina |
| 15 giugno          | Ordina Open 2009 's-Hertogenbosch, Paesi Bassi WTA International 220 000 $ - Erba - 32S/32Q/16D Singolare - Doppio | Tamarine Tanasugarn 6–3, 7–5                    | Yanina Wickmayer                      | Dinara Safina Francesca Schiavone | Daniela Hantuchová Flavia Pennetta Kristina Barrois Ol'ga Govorcova          |
| 15 giugno          | Ordina Open 2009 's-Hertogenbosch, Paesi Bassi WTA International 220 000 $ - Erba - 32S/32Q/16D Singolare - Doppio | Sara Errani / Flavia Pennetta 6–4, 5–7, [13–11] | Michaëlla Krajicek / Yanina Wickmayer | Dinara Safina Francesca Schiavone | Daniela Hantuchová Flavia Pennetta Kristina Barrois Ol'ga Govorcova          |
| 22 giugno 5 luglio | Torneo di Wimbledon 2009 Londra, Gran Bretagna Grande Slam £ - Erba - 128S/96Q/64D/48X Singolare - Doppio - Misto  | Serena Williams 7–6(3), 6-2                     | Venus Williams                        | Dinara Safina Elena Dement'eva    | Sabine Lisicki Agnieszka Radwańska Francesca Schiavone Viktoryja Azaranka    |
| 22 giugno 5 luglio | Torneo di Wimbledon 2009 Londra, Gran Bretagna Grande Slam £ - Erba - 128S/96Q/64D/48X Singolare - Doppio - Misto  | Serena Williams / Venus Williams 7–6(4), 6-4    | Samantha Stosur / Rennae Stubbs       | Dinara Safina Elena Dement'eva    | Sabine Lisicki Agnieszka Radwańska Francesca Schiavone Viktoryja Azaranka    |
| 22 giugno 5 luglio | Torneo di Wimbledon 2009 Londra, Gran Bretagna Grande Slam £ - Erba - 128S/96Q/64D/48X Singolare - Doppio - Misto  | Mark Knowles / Anna-Lena Grönefeld 7-5, 6-3     | Leander Paes / Cara Black             | Dinara Safina Elena Dement'eva    | Sabine Lisicki Agnieszka Radwańska Francesca Schiavone Viktoryja Azaranka    |

## Luglio
| Settimana | Torneo | Campione                                                      | Finalista                                            | Semifinalisti                       | Quarti                                                                                |
| --------- | --- | ------------------------------------------------------------- | ---------------------------------------------------- | ----------------------------------- | ------------------------------------------------------------------------------------- |
| 6 luglio  | GDF SUEZ Grand Prix 2009 Budapest, Ungheria Tornei WTA International 220 000 $ - Terra Rossa - 32S/32Q/16D Singolare - Doppio              | Ágnes Szávay 2-6, 6-4, 6-2                                    | Patty Schnyder                                       | Edina Gallovits Al'ona Bondarenko   | Alisa Klejbanova Petra Martić Timea Bacsinszky Shahar Peer                            |
| 6 luglio  | GDF SUEZ Grand Prix 2009 Budapest, Ungheria Tornei WTA International 220 000 $ - Terra Rossa - 32S/32Q/16D Singolare - Doppio              | Alisa Klejbanova / Monica Niculescu 6–4, 7–6(5)               | Al'ona Bondarenko / Kateryna Bondarenko              | Edina Gallovits Al'ona Bondarenko   | Alisa Klejbanova Petra Martić Timea Bacsinszky Shahar Peer                            |
| 6 luglio  | Swedish Open 2009 Båstad, Svezia Tornei WTA International 220 000 $ - Terra Rossa - 32S/32Q/16D Singolare - Doppio                         | María José Martínez Sánchez 7–5, 6–4                          | Caroline Wozniacki                                   | Flavia Pennetta Gisela Dulko        | Marija Kirilenko Alla Kudrjavceva Carla Suárez Navarro Dominika Cibulková             |
| 6 luglio  | Swedish Open 2009 Båstad, Svezia Tornei WTA International 220 000 $ - Terra Rossa - 32S/32Q/16D Singolare - Doppio                         | Gisela Dulko / Flavia Pennetta 6–2, 0–6, 10–5                 | Nuria Llagostera Vives / María José Martínez Sánchez | Flavia Pennetta Gisela Dulko        | Marija Kirilenko Alla Kudrjavceva Carla Suárez Navarro Dominika Cibulková             |
| 13 luglio | Internazionali Femminili di Palermo 2009 Palermo, Italia Tornei WTA International 220 000 $ - Terra Rossa - 32S/32Q/16D Singolare - Doppio | Flavia Pennetta 6–1, 6–2                                      | Sara Errani                                          | Tathiana Garbin Anna-Lena Grönefeld | Aravane Rezaï Ol'ga Govorcova Jaroslava Švedova Patty Schnyder                        |
| 13 luglio | Internazionali Femminili di Palermo 2009 Palermo, Italia Tornei WTA International 220 000 $ - Terra Rossa - 32S/32Q/16D Singolare - Doppio | Nuria Llagostera Vives / María José Martínez Sánchez 6-1, 6-2 | Marija Korytceva / Dar'ja Kustova                    | Tathiana Garbin Anna-Lena Grönefeld | Aravane Rezaï Ol'ga Govorcova Jaroslava Švedova Patty Schnyder                        |
| 13 luglio | ECM Prague Open 2009 Praga, Repubblica Ceca Tornei WTA International 220 000 $ - Terra Rossa - 32S/32Q/16D Singolare - Doppio              | Sybille Bammer 7–6(4), 6-2                                    | Francesca Schiavone                                  | Timea Bacsinszky Iveta Benešová     | Kateryna Bondarenko Carla Suárez Navarro Zarina Dijas Lucie Hradecká                  |
| 13 luglio | ECM Prague Open 2009 Praga, Repubblica Ceca Tornei WTA International 220 000 $ - Terra Rossa - 32S/32Q/16D Singolare - Doppio              | Al'ona Bondarenko / Kateryna Bondarenko 6-1, 6-2              | Iveta Benešová / Barbora Záhlavová-Strýcová          | Timea Bacsinszky Iveta Benešová     | Kateryna Bondarenko Carla Suárez Navarro Zarina Dijas Lucie Hradecká                  |
| 20 luglio | Slovenia Open WTA 2009 Portorose, Slovenia Tornei WTA International 220 000 $ - Cemento - 32S/32Q/16D Singolare - Doppio                   | Dinara Safina 6(5)–7, 6-1, 7-5                                | Sara Errani                                          | Alberta Brianti Stefanie Vögele     | Maria Elena Camerin Camille Pin Rossana de los Ríos Petra Martić                      |
| 20 luglio | Slovenia Open WTA 2009 Portorose, Slovenia Tornei WTA International 220 000 $ - Cemento - 32S/32Q/16D Singolare - Doppio                   | Julia Görges/ Vladimíra Uhlířová 6-4, 6-2                     | Camille Pin/ Klára Zakopalová                        | Alberta Brianti Stefanie Vögele     | Maria Elena Camerin Camille Pin Rossana de los Ríos Petra Martić                      |
| 20 luglio | Gastein Ladies 2009 Bad Gastein, Austria Tornei WTA International 220 000 $ - Terra Rossa - 32S/32Q/16D Singolare - Doppio                 | Andrea Petković 6-2, 6-3                                      | Ioana Raluca Olaru                                   | Alizé Cornet Jaroslava Švedova      | Barbora Záhlavová-Strýcová Magdaléna Rybáriková Anna-Lena Grönefeld Yvonne Meusburger |
| 20 luglio | Gastein Ladies 2009 Bad Gastein, Austria Tornei WTA International 220 000 $ - Terra Rossa - 32S/32Q/16D Singolare - Doppio                 | Andrea Hlaváčková/ Lucie Hradecká 6-2, 6-4                    | Tatjana Maria/ Andrea Petković                       | Alizé Cornet Jaroslava Švedova      | Barbora Záhlavová-Strýcová Magdaléna Rybáriková Anna-Lena Grönefeld Yvonne Meusburger |
| 27 luglio | Bank of the West Classic 2009 Stanford (California), Stati Uniti Tornei WTA Premier 700 000 $ - Cemento - 32S/32Q/16D Singolare - Doppio   | Marion Bartoli 6-2, 5-7, 6-4                                  | Venus Williams                                       | Samantha Stosur Elena Dement'eva    | Serena Williams Jelena Janković Daniela Hantuchová Marija Šarapova                    |
| 27 luglio | Bank of the West Classic 2009 Stanford (California), Stati Uniti Tornei WTA Premier 700 000 $ - Cemento - 32S/32Q/16D Singolare - Doppio   | Serena Williams / Venus Williams 6-4, 6-1                     | Yung-Jan Chan / Monica Niculescu                     | Samantha Stosur Elena Dement'eva    | Serena Williams Jelena Janković Daniela Hantuchová Marija Šarapova                    |
| 27 luglio | Istanbul Cup 2009 Istanbul, Turchia Tornei WTA International 220 000 $ - Cemento - 32S/32Q/16D Singolare - Doppio                          | Vera Duševina 6-0, 6-1                                        | Lucie Hradecká                                       | Timea Bacsinszky Andrea Petković    | Urszula Radwańska Anabel Medina Garrigues Marta Domachowska Ol'ga Govorcova           |
| 27 luglio | Istanbul Cup 2009 Istanbul, Turchia Tornei WTA International 220 000 $ - Cemento - 32S/32Q/16D Singolare - Doppio                          | Lucie Hradecká / Renata Voráčová 2-6, 6-3, 12-10              | Julia Görges / Patty Schnyder                        | Timea Bacsinszky Andrea Petković    | Urszula Radwańska Anabel Medina Garrigues Marta Domachowska Ol'ga Govorcova           |

## Agosto
| Settimana              | Torneo | Campione                                                              | Finalista                                            | Semifinalisti                    | Quarti                                                                   |
| ---------------------- | --- | --------------------------------------------------------------------- | ---------------------------------------------------- | -------------------------------- | ------------------------------------------------------------------------ |
| 3 agosto               | LA Women's Tennis Championships p/b Herbalife 2009 Los Angeles, Stati Uniti Tornei WTA Premier 700 000 $ - Cemento - 56S/32Q/16D Singolare - Doppio | Flavia Pennetta 6–4, 6–3                                              | Samantha Stosur                                      | Sorana Cîrstea Marija Šarapova   | Zheng Jie Agnieszka Radwańska Urszula Radwańska Vera Zvonarëva           |
| 3 agosto               | LA Women's Tennis Championships p/b Herbalife 2009 Los Angeles, Stati Uniti Tornei WTA Premier 700 000 $ - Cemento - 56S/32Q/16D Singolare - Doppio | Chuang Chia-jung / Yan Zi 6–0, 4–6, [10–7]                            | Marija Kirilenko / Agnieszka Radwańska               | Sorana Cîrstea Marija Šarapova   | Zheng Jie Agnieszka Radwańska Urszula Radwańska Vera Zvonarëva           |
| 10 agosto              | Cincinnati Open 2009 Cincinnati, Stati Uniti Tornei WTA Premier 2 000 000 $ - Cemento - 56S/32Q/28D Singolare - Doppio                              | Jelena Janković 6–4, 6–2                                              | Dinara Safina                                        | Flavia Pennetta Elena Dement'eva | Kim Clijsters Daniela Hantuchová Caroline Wozniacki Sybille Bammer       |
| 10 agosto              | Cincinnati Open 2009 Cincinnati, Stati Uniti Tornei WTA Premier 2 000 000 $ - Cemento - 56S/32Q/28D Singolare - Doppio                              | Cara Black / Liezel Huber 6–3, 0–6, [10–2]                            | Nuria Llagostera Vives / María José Martínez Sánchez | Flavia Pennetta Elena Dement'eva | Kim Clijsters Daniela Hantuchová Caroline Wozniacki Sybille Bammer       |
| 17 agosto              | Canadian Open 2009 Toronto, Canada Tornei WTA Premier 5 2 000 000 $ - Cemento - 56S/32Q/28D Singolare - Doppio                                      | Elena Dement'eva 6–4, 6–3                                             | Marija Šarapova                                      | Alisa Klejbanova Serena Williams | Jelena Janković Agnieszka Radwańska Samantha Stosur Lucie Šafářová       |
| 17 agosto              | Canadian Open 2009 Toronto, Canada Tornei WTA Premier 5 2 000 000 $ - Cemento - 56S/32Q/28D Singolare - Doppio                                      | Nuria Llagostera Vives / María José Martínez Sánchez 2–6, 7–5, [11–9] | Samantha Stosur / Rennae Stubbs                      | Alisa Klejbanova Serena Williams | Jelena Janković Agnieszka Radwańska Samantha Stosur Lucie Šafářová       |
| 24 agosto              | Pilot Pen Tennis 2009 New Haven, Stati Uniti Tornei WTA Premier 600 000 $ - Cemento - 32S/32Q/16D Singolare - Doppio                                | Caroline Wozniacki 6–2, 6–4                                           | Elena Vesnina                                        | Amélie Mauresmo Flavia Pennetta  | Svetlana Kuznecova Anna Čakvetadze Magdaléna Rybáriková Virginie Razzano |
| 24 agosto              | Pilot Pen Tennis 2009 New Haven, Stati Uniti Tornei WTA Premier 600 000 $ - Cemento - 32S/32Q/16D Singolare - Doppio                                | Nuria Llagostera Vives / María José Martínez Sánchez 6–2, 7–5         | Iveta Benešová / Lucie Hradecká                      | Amélie Mauresmo Flavia Pennetta  | Svetlana Kuznecova Anna Čakvetadze Magdaléna Rybáriková Virginie Razzano |
| 31 agosto 13 settembre | US Open 2009 New York, Stati Uniti Grande Slam $ - Cemento - 128S/128Q/64D/32X Singolare - Doppio - Doppio misto                                    | Kim Clijsters 7–5, 6–3                                                | Caroline Wozniacki                                   | Yanina Wickmayer Serena Williams | Kateryna Bondarenko Melanie Oudin Li Na Flavia Pennetta                  |
| 31 agosto 13 settembre | US Open 2009 New York, Stati Uniti Grande Slam $ - Cemento - 128S/128Q/64D/32X Singolare - Doppio - Doppio misto                                    | Serena Williams / Venus Williams 6–2, 6–2                             | Cara Black / Liezel Huber                            | Yanina Wickmayer Serena Williams | Kateryna Bondarenko Melanie Oudin Li Na Flavia Pennetta                  |
| 31 agosto 13 settembre | US Open 2009 New York, Stati Uniti Grande Slam $ - Cemento - 128S/128Q/64D/32X Singolare - Doppio - Doppio misto                                    | Travis Parrott / Carly Gullickson 6–2, 6–4                            | Leander Paes / Cara Black                            | Yanina Wickmayer Serena Williams | Kateryna Bondarenko Melanie Oudin Li Na Flavia Pennetta                  |

## Settembre
| Settimana    | Torneo | Campione                                             | Finalista                                   | Semifinalisti                   | Quarti                                                                |
| ------------ | --- | ---------------------------------------------------- | ------------------------------------------- | ------------------------------- | --------------------------------------------------------------------- |
| 14 settembre | Guangzhou International Women's Open 2009 Canton, Cina Tornei WTA International 220 000 $ - Cemento - 32S/32Q/16D Singolare - Doppio | Shahar Peer 6–3, 6–4                                 | Alberta Brianti                             | Ayumi Morita Peng Shuai         | Anastasija Sevastova Ol'ga Savčuk Aleksandra Panova Chan Yung-jan     |
| 14 settembre | Guangzhou International Women's Open 2009 Canton, Cina Tornei WTA International 220 000 $ - Cemento - 32S/32Q/16D Singolare - Doppio | Ol'ga Govorcova / Tat'jana Puček 3–6, 6–2, [10–8]    | Kimiko Date Krumm / Sun Tiantian            | Ayumi Morita Peng Shuai         | Anastasija Sevastova Ol'ga Savčuk Aleksandra Panova Chan Yung-jan     |
| 14 settembre | Bell Challenge 2009 Québec, Canada Tornei WTA International 220 000 $ - Sintetico - 32S/32Q/16D Singolare - Doppio                   | Melinda Czink 4–6, 6–3, 7–5                          | Lucie Šafářová                              | Aleksandra Wozniak Julia Görges | Nadia Petrova Alla Kudrjavceva Bethanie Mattek-Sands Lilia Osterloh   |
| 14 settembre | Bell Challenge 2009 Québec, Canada Tornei WTA International 220 000 $ - Sintetico - 32S/32Q/16D Singolare - Doppio                   | Vania King / Barbora Záhlavová-Strýcová 6–1, 6–3     | Sofia Arvidsson / Séverine Brémond Beltrame | Aleksandra Wozniak Julia Görges | Nadia Petrova Alla Kudrjavceva Bethanie Mattek-Sands Lilia Osterloh   |
| 21 settembre | Hansol Korea Open 2009 Seul, Corea del Sud Tornei WTA International 220 000 $ - Cemento - 32S/32Q/16D Singolare - Doppio             | Kimiko Date Krumm 6-3, 6-3                           | A Medina Garrigues                          | M Kirilenko A-L Grönefeld       | D Hantuchová V Duševina Y-j Chan M Rybáriková                         |
| 21 settembre | Hansol Korea Open 2009 Seul, Corea del Sud Tornei WTA International 220 000 $ - Cemento - 32S/32Q/16D Singolare - Doppio             | Chan Yung-jan / Abigail Spears 6–3, 6–4              | Carly Gullickson / Nicole Kriz              | M Kirilenko A-L Grönefeld       | D Hantuchová V Duševina Y-j Chan M Rybáriková                         |
| 21 settembre | Tashkent Open 2009 Tashkent, Uzbekistan Tornei WTA International 220 000 $ - Cemento - 32S/32Q/16D Singolare - Doppio                | Shahar Peer 6-3, 6-4                                 | A Amanmuradova                              | J Švedova D Kustova             | M Niculescu S Vögele O Govorcova A Panova                             |
| 21 settembre | Tashkent Open 2009 Tashkent, Uzbekistan Tornei WTA International 220 000 $ - Cemento - 32S/32Q/16D Singolare - Doppio                | Ol'ga Govorcova / Tat'jana Puček 6-2, 6(1)–7, [10-8] | Vitalija D'jačenko / Kacjaryna Dzehalevič   | J Švedova D Kustova             | M Niculescu S Vögele O Govorcova A Panova                             |
| 28 settembre | Toray Pan Pacific Open 2009 Tokyo, Giappone Tornei WTA Premier 5 2 000 000 $ - Cemento - 56S/32Q/16D Singolare - Doppio              | Marija Šarapova 5–2 ritirata                         | Jelena Janković                             | Agnieszka Radwańska Li Na       | Iveta Benešová Magdaléna Rybáriková Viktoryja Azaranka Marion Bartoli |
| 28 settembre | Toray Pan Pacific Open 2009 Tokyo, Giappone Tornei WTA Premier 5 2 000 000 $ - Cemento - 56S/32Q/16D Singolare - Doppio              | Alisa Klejbanova Francesca Schiavone 6–4, 6–2        | Daniela Hantuchová Ai Sugiyama              | Agnieszka Radwańska Li Na       | Iveta Benešová Magdaléna Rybáriková Viktoryja Azaranka Marion Bartoli |

## Ottobre
| Settimana  | Torneo | Campione                                                               | Finalista                            | Semifinalisti                       | Quarti |
| ---------- | --- | ---------------------------------------------------------------------- | ------------------------------------ | ----------------------------------- | --- |
| 5 ottobre  | China Open 2009 Pechino, Cina WTA Premier Mandatory 4 500 000 $ - Cemento - 60S/32Q/28D Singolare - Doppio                                      | Svetlana Kuznecova 6–2, 6–4                                            | Agnieszka Radwańska                  | Marion Bartoli Nadia Petrova        | Vera Zvonarëva Elena Dement'eva Anastasija Pavljučenkova Peng Shuai                                                                                |
| 5 ottobre  | China Open 2009 Pechino, Cina WTA Premier Mandatory 4 500 000 $ - Cemento - 60S/32Q/28D Singolare - Doppio                                      | Hsieh Su-wei Peng Shuai 6–3, 6–1                                       | Alla Kudrjavceva Ekaterina Makarova  | Marion Bartoli Nadia Petrova        | Vera Zvonarëva Elena Dement'eva Anastasija Pavljučenkova Peng Shuai                                                                                |
| 12 ottobre | Generali Ladies Linz 2009 Linz, Austria WTA International 220 000 $ - Cemento(i) - 32S/32Q/16D Singolare - Doppio                               | Yanina Wickmayer 6–3, 6–4                                              | Petra Kvitová                        | Flavia Pennetta Agnieszka Radwańska | Ioana Raluca Olaru Sara Errani Carla Suárez Navarro Lucie Šafářová                                                                                 |
| 12 ottobre | Generali Ladies Linz 2009 Linz, Austria WTA International 220 000 $ - Cemento(i) - 32S/32Q/16D Singolare - Doppio                               | Anna-Lena Grönefeld Katarina Srebotnik 6–1, 6–4                        | Klaudia Jans-Ignacik Alicja Rosolska | Flavia Pennetta Agnieszka Radwańska | Ioana Raluca Olaru Sara Errani Carla Suárez Navarro Lucie Šafářová                                                                                 |
| 12 ottobre | HP Open 2009 Osaka, Giappone WTA International 220 000 $ - Cemento - 32S/32Q/16D Singolare - Doppio                                             | Samantha Stosur 7–5, 6–1                                               | Francesca Schiavone                  | Caroline Wozniacki Sania Mirza      | Aleksandra Wozniak Jill Craybas Melinda Czink Marion Bartoli                                                                                       |
| 12 ottobre | HP Open 2009 Osaka, Giappone WTA International 220 000 $ - Cemento - 32S/32Q/16D Singolare - Doppio                                             | Chuang Chia-jung Lisa Raymond 6–2, 6–4                                 | Chanelle Scheepers Abigail Spears    | Caroline Wozniacki Sania Mirza      | Aleksandra Wozniak Jill Craybas Melinda Czink Marion Bartoli                                                                                       |
| 19 ottobre | Kremlin Cup 2009 Mosca, Russia WTA Premier 1 000 000 $ - Cemento(i) - 32S/32Q/16D Singolare - Doppio                                            | Francesca Schiavone 6–3, 6–0                                           | Ol'ga Govorcova                      | Al'ona Bondarenko Alisa Klejbanova  | Cvetana Pironkova Marija Kirilenko Vera Duševina Jelena Janković                                                                                   |
| 19 ottobre | Kremlin Cup 2009 Mosca, Russia WTA Premier 1 000 000 $ - Cemento(i) - 32S/32Q/16D Singolare - Doppio                                            | Marija Kirilenko Nadia Petrova 6–2, 6–2                                | Marija Kondrat'eva Klára Zakopalová  | Al'ona Bondarenko Alisa Klejbanova  | Cvetana Pironkova Marija Kirilenko Vera Duševina Jelena Janković                                                                                   |
| 19 ottobre | BGL-BNP Paribas Open Luxembourg 2009 Lussemburgo (città), Lussemburgo WTA International 220 000 $ - Cemento(i) - 32S/32Q/16D Singolare - Doppio | Timea Bacsinszky 6–2, 7–5                                              | Sabine Lisicki                       | Yanina Wickmayer Shahar Peer        | Katarina Srebotnik Kirsten Flipkens Daniela Hantuchová Patty Schnyder                                                                              |
| 19 ottobre | BGL-BNP Paribas Open Luxembourg 2009 Lussemburgo (città), Lussemburgo WTA International 220 000 $ - Cemento(i) - 32S/32Q/16D Singolare - Doppio | Iveta Benešová Barbora Záhlavová-Strýcová 1–6, 6–0, [10–7]             | Vladimíra Uhlířová Renata Voráčová   | Yanina Wickmayer Shahar Peer        | Katarina Srebotnik Kirsten Flipkens Daniela Hantuchová Patty Schnyder                                                                              |
| 26 ottobre | Sony Ericsson Championships - Doha 2009 Doha, Qatar WTA Tour Championships $ - Cemento - 8S (RR)/4D Singolare - Doppio                          | Serena Williams 6–2, 7–6(4)                                            | Venus Williams                       | Caroline Wozniacki Jelena Janković  | Round Robin Dinara Safina Caroline Wozniacki Viktoryja Azaranka Jelena Janković Serena Williams Svetlana Kuznecova Elena Dement'eva Venus Williams |
| 26 ottobre | Sony Ericsson Championships - Doha 2009 Doha, Qatar WTA Tour Championships $ - Cemento - 8S (RR)/4D Singolare - Doppio                          | Nuria Llagostera Vives María José Martínez Sánchez 6(0)–7, 7–5, [10–7] | Cara Black Liezel Huber              | Caroline Wozniacki Jelena Janković  | Round Robin Dinara Safina Caroline Wozniacki Viktoryja Azaranka Jelena Janković Serena Williams Svetlana Kuznecova Elena Dement'eva Venus Williams |

## Novembre
| Settimana  | Torneo | Campione                   | Finalista      | Semifinalisti                                 | Round Robin |
| ---------- | --- | -------------------------- | -------------- | --------------------------------------------- | --- |
| 2 novembre | Commonwealth Bank Tournament of Champions 2009 Bali, Indonesia Torneo di fine anno 600 000 $ - Cemento - 12S Tabellone | Aravane Rezaï 7-5 ritirata | Marion Bartoli | Kimiko Date Krumm María José Martínez Sánchez | Group A Shahar Peer Magdaléna Rybáriková Group B Samantha Stosur Ágnes Szávay Group C Yanina Wickmayer Anabel Medina Garrigues Vera Duševina Group D Sabine Lisicki Melinda Czink |
| 2 novembre | Fed Cup 2009 | Italia 4-0                 | Stati Uniti    |                                               | |

## Dicembre
Non ci sono eventi in questo mese.

## Ranking a fine anno
Nella tabella riportata sono presenti le prime dieci tenniste a fine stagione.

### Singolare
| #   | Giocatrice          | Punti | Rank. 2008 | /       |
| 1.  | Serena Williams     | 9.075 | 2          | 1       |
| 2.  | Dinara Safina       | 7.800 | 3          | 1       |
| 3.  | Svetlana Kuznecova  | 6.141 | 8          | 5       |
| 4.  | Caroline Wozniacki  | 5.875 | 12         | 8       |
| 5.  | Elena Dementieva    | 5.585 | 4          | 1       |
| 6.  | Venus Williams      | 5.126 | 6          | Stabile |
| 7.  | Viktoryja Azaranka  | 4.820 | 15         | 8       |
| 8.  | Jelena Janković     | 3.965 | 1          | 7       |
| 9.  | Vera Zvonarëva      | 3.560 | 7          | 2       |
| 10. | Agnieszka Radwańska | 3.450 | 10         | Stabile |

Nel corso della stagione cinque tenniste hanno occupato la prima posizione:
- Jankovic = fine 2008 – 1º febbraio 2009
- S. Williams = 2 febbraio – 19 aprile
- Safina = 20 aprile – 11 ottobre
- S. Williams = 12 ottobre – 25 ottobre
- Safina = 26 ottobre – 1º novembre
- S. Williams = 2 novembre – fine anno

### Doppio
| #   | Giocatrice                  | Punti | Rank. 2008 | /       |
| 1.  | Cara Black                  | 8.520 | 1          | Stabile |
| 1.  | Liezel Huber                | 8.520 | 1          | Stabile |
| 3.  | Serena Williams             | 7.440 | 28         | 25      |
| 3.  | Venus Williams              | 7.440 | 23         | 20      |
| 5.  | Nuria Llagostera Vives      | 6.180 | 30         | 25      |
| 6.  | María José Martínez Sánchez | 6.180 | 30         | 24      |
| 7.  | Samantha Stosur             | 5.610 | 14         | 7       |
| 7.  | Rennae Stubbs               | 5.610 | 1          | 7       |
| 9.  | Hsieh Su-wei                | 4.730 | 49         | 42      |
| 10. | Virginia Ruano Pascual      | 4.670 | 5          | 5       |

La coppia  Black /  Huber ha occupato saldamente la prima posizione durante tutta la stagione.